# 1,2-Dibromoetan
1,2-Dibromoetan, takođe poznat kao etilen dibromid (EDB), je organobrominsko jedinjenje sa hemijskom formulom C
2H
4Br
2 koje sadrži 2 atoma ugljenika i ima molekulsku masu od 187,861 . Iako se tragovi prirodnog postojanja javljaju u okeanu, gde ga verovatno formiraju alge i morska trava, on je uglavnom sintetički. To je gusta bezbojna tečnost sa blagim, slatkim mirisom, koji se može detektovati na 10 ppm, i široko je korišćen i ponekad kontroverzan fumigant. Sagorevanjem 1,2-dibromoetana nastaje gas vodonik-bromid (bromovodonik) koji je značajno korozivan.

## Priprema i upotreba
Proizvodi se reakcijom gasa etilena sa bromom, u klasičnoj reakciji adicije halogena:
CH2=CH2 + Br2 → BrCH2–CH2Br
Istorijski gledano, 1,2-dibromoetan se koristio kao komponenta u aditivima za smanjenje lupanja motora u olovnim gorivima. Reaguje sa ostacima olova i stvara isparljive olovne bromide, čime se sprečava zaprljanje motora naslagama olova.

### Pesticid
Korišćen je kao pesticid u zemljištu i na raznim usevima. Prijave su pokrenute nakon prinudnog penzionisanja 1,2-Dibromo-3-hloropropana (DBCP). Većina ovih upotreba je zaustavljena u SAD. I dalje se koristi kao fumigant za tretman drva od termita i buba, kao i za kontrolu moljaca u košnicama.

### Reagens
1,2-Dibromoetan ima širu primenu u pripremi drugih organskih jedinjenja uključujući ona koja nose modifikovane diazocinske prstenove i vinil bromid koji je prethodnik nekih sredstava za zaštitu od požara.
U organskoj sintezi, 1,2-dibromoetan se koristi kao izvor broma za bromiranje karbaniona i za aktiviranje magnezijuma za određene Grignardove reagense. U poslednjem procesu, 1,2-dibromoetan reaguje sa magnezijumom, proizvodeći eten i magnezijum bromid, i izlaže sveže ugravirani deo magnezijuma supstratu.

## Osobine
| Osobina                  | Vrednost |
| ------------------------ | -------- |
| Broj akceptora vodonika  | 0        |
| Broj donora vodonika     | 0        |
| Broj rotacionih veza     | 1        |
| Particioni koeficijent ( | 1,8      |
| Rastvorljivost (logS, log(mol/L))       | -2,0     |
| Polarna površina (PSA, Å2)  | 0,0      |

## Karakteristike
Na sobnoj temperaturi, 1,2-dibromoetan je bezbojna tečnost sa blago slatkastim mirisom. Pod uticajem svetlosti, jedinjenje se raspada, što rezultira stvaranjem broma. Ovo uzrokuje da jedinjenje postane žućkasto braon. 1,2-Dibromoetan je slabo rastvorljiv u vodi, ali se dobro rastvara u mnogim organskim rastvaračima, na primer etanolu, dietil etru, tetrahlorometanu kao i u  alifatičnim aromatičnim ugljovodonicima. Kada se zagreje sa vodom, hidrolizuje se u glikol. 1,2-Dibromoetan je toksičan posebno za jetru i bubrege i iritira disajne puteve, kožu i oči. Supstanca je verovatno kancerogena.

## Upotreba
Korišćenje 1,2-dibromoetana je nekada bilo dominantno (sve do 2010.), bio je kao aditiv u olovnom benzinu. On reaguje sa ostacima jedinjenja olova i proizvodi isparljive bromide olova. Takođe je korišćen kao pesticid u zemljištu i na raznim usevima nakon što je 1,2-Dibromo-3-hloropropan (DBCP) zabranjen. Ali zbog svoje toksičnosti, većina njegovih upotreba je praktično zaustavljena 2010.
Međutim, i dalje se široko koristi za fumigaciju drva protiv termita i buba, za suzbijanje moljaca u košnicama i kao hemijski reagens u pripremi boja i voskova.
1,2-Dibromoetan se koristi u organskoj sintezi kao izvor broma, na primer za bromiranje karbaniona i za aktiviranje magnezijuma za sintezu određenih Grignardovih reagenasa. U ovom drugom slučaju, 1,2-dibromoetan se pretvara u eten i magnezijum bromid, čime se oslobađa sveže očišćeni (ogoljeni) deo magnezijuma koji je u stanju da bolje reaguje sa supstratom.

## Zdravstveni efekti
1,2-Dibromoetan izaziva promene u metabolizmu i ozbiljno uništava živa tkiva. Poznate empirijske vrednosti LD50 za 1,2-dibromoetan su 140 mg kg -1 (oralno, pacov) i 300,0 mg kg -1 (kožno, zec). 1,2-Dibromoetan je poznati kancerogen, a pre-1977. godine nivo izloženosti rangirao ga je kao najkancerogeniju supstancu na HERP indeksu.
Efekti visokog nivoa udisanja na ljude nisu poznati, ali studije na životinjama sa kratkotrajnim izlaganjem visokim nivoima izazvale su depresiju i kolaps, što ukazuje na efekte na mozak. Promene u mozgu i ponašanju su takođe primećene kod mladih pacova čiji su muški roditelji udisali 1,2-dibromoetan, a defekti pri rođenju su primećeni kod mladih životinja čije su majke bile izložene tokom trudnoće. Nije poznato da 1,2-dibromoetan izaziva urođene mane kod ljudi. Gutanje je izazvalo smrt pri dozama od 40 ml.
Crvenilo i upale, uključujući stvaranje plikova na koži i čireva u ustima i želucu, mogu se pojaviti ako se progutaju velike količine. Slučajno gutanje uzrokovalo je smrt žene iz Molokaija na Havajima. Vrlo je malo verovatno da će postojati direktan rizik od smrti za one koji su izloženi niskim nivoima.

## Bibliografija
- Arfellini, G., Bartoli, S., Colacci, A., Mazzullo, M., Galli, M.C., Prodi, G., Grilli, S. (1984) à . In vivo and in vitro binding of 1,2-dibromoethane and 1,2-dichloroethane to macromolecules in rat and mouse organs. J. Cancer Res. Clin. Oncol.108:204-213  .
- [ATSDR] Agency for Toxic Substances and Disease Registry. (1992). Toxicological profile for 1,2-dibromoethane. Atlanta (GA) : Public Health Service, US Department of Health and Human Services.
- Ballering, L.A.P., Nivard, M.J.M., Vogel, E.W. 1994. Mutation spectra of 1,2-dibromoethane, 1,2-dichloroethane and 1-bromo-2-chloroethane in excision repair proficient and repair deficient strains of Drosophila melanogaster. Carcinogenesis 15:869-875 .
- Brimer, P.A., Tan, E.-L., Hsie, A.W. (1982). Effect of metabolic activation on the cytotoxicity and mutagenicity of 1,2-dibromoethane in the CHO/HGPRT system. Mutat. Res. 95:377-388.
- Colacci, A., Mazzulo, M., Arfellini, G., Prodi, G., Grilli, S. (1995). In vitro microsome- and cytosol-mediated binding of 1,2-dichloroethane and 1,2-dibromoethane with DNA. Cell. Biol. Toxicol.1:45-55.
- Crespi, C.L., Seixas, G.M., Turner, T.R., Ryan, C.G., Penman, B.W. (1985). Mutagenicity of 1,2dichloroethane and 1,2-dibromoethane in two human lymphoblastoid cell lines. Mutat. Res. 142:133-140.
- Foster, P.L., Wilkinson, W.G., Miller, J.K., Sullivan, A.D., Barnes, W.M. (1988). An analysis of the mutagenicity of 1,2-dibromoethane to Escherichia coli:influence of DNA repair activities and metabolic pathways. Mutat. Res. 194:171-181.
- Hawkins, W.E., Walker, W.W., James, M.O., Manning, C.S., Barnes, D.H., Heard, C.S., Overstreet, R.M. (1998). Carcinogenic effects of 1,2-dibromoethane (ethylene dibromide; EDB) in Japanese medaka (Oryzias latipes).Mutat. Res. 399(2):221-32.
- [IRIS]. Integrated Risk Information System Database. (2002). 1,2-Dibromoethane (CASRN 106-93-4). Washington (DC) : Environmental Criteria and Assessment Office, Environmental Protection Agency des États-Unis.
- [IUCLID] International Uniform Chemical Information Database. (2000). IUCLID data sheet: 1,2-Dibromoethane. Substance ID: 106-93-4. International Uniform Chemical Information Database, Bureau Européen des Substances Chimiques, Commission européenne.
- Kale, P.G., Baum, J.W. (1979). Sensitivity of Drosophila melanogaster to low concentrations of the gaseous 1,2-dibromoethane: I. Acute exposures. Environ. Mutagen. 1:15-18 .
- Kim, D.H., Guengerich, F.P. (1990). Formation of the DNA adduct S-[2-(N7-guanyl)ethyl] glutathione as an adduct formed in RNA and DNA from 1,2-dibromoethane. Chem. Res. Toxicol. 3:587-594 .
- Kszos, L.A., Talmage, S.S., Morris, G.W., Konetsky, B.K., Rottero, T. (2003). Derivation of aquatic screening benchmarks for 1,2-dibromoethane.Arch. Environ. Toxicol. 45:66-71
- [NCI] National Cancer Institute. (1978). Bioassay of 1,2-dibromoethane for possible carcinogenicity. Bethesda (MD) : National Institutes of Health, National Cancer Institute, Division of Cancer Cause and Prevention, Carcinogenesis Testing Program. 64 p. Technical Report Series No. 86. DHEW Publication No. (NIH) 78-1336.
- Novotná, B., Duverger-van Bogaert, M. (1994). Role of kidney S9 in the mutagenic properties of 1,2-dibromoethane. Toxicol. Lett. 74:255-263.
- [NPI] National Pollutant Inventory (Australie). (2006). 1,2-Dibromoethane fact sheet. Canberra (Australie) : Gouvernement de l'Australie, Department of the Environment, Water, Heritage and the Arts.
- [NTP] National Toxicology Program (États-Unis). (1982). Carcinogenesis bioassay of 1,2dibromoethane in F344 rats and B6C3F1 mice (inhalation study). Research Triangle Park (NC) : US Department of Health and Human Services, National Toxicology Program. 163 p. NTP Technical Report Series No. 210.
- [PISSC] Programme international sur la sécurité des substances chimiques. (1996) 1,2-Dibromoethane. Genève (Suisse) : Organisation mondiale de la santé. (Critère d'hygiène de l'environnement no 177). Financé conjointement par le Programme des Nations unies pour l'environnement, l'Organisation internationale du travail et l'Organisation mondiale de la santé.
- [PPDB] Pesticide Properties Database [base de données sur les propriétés des pesticides (en ligne)] (2009) 1,2Dibromoethane. Commission européenne. [périodiquement mis à jour].
- Raman, P.G., Sain, T. (1999). Clinical profile of ethylene di-bromide (EDB; 1,2- dibromo ethane) poisoning. J. Assoc. Physicians India47:712-713.
- Reznik, G., Stinson, S.F., Ward, G.M. (1980). Respiratory pathology in rats and mice after inhalation of 1,2-dibromo-3-chloropropane or 1,2-dibromoethane for 13 weeks. Arch. Toxicol. 46:233-240.
- Santé Canada. (2004) Rapport sur l'état des connaissances scientifiques sous-jacentes à une évaluation préalable des effets sur la santé : 1,2dibromoéthane. Ottawa (Ont.) :
- Scott, B.R., Sparrow, A.H., Schwemmer, S.S., Schairer, L.A. (1978). Plant metabolic activation of 1,2-dibromoethane (EDB) to a mutagen of greater potency.Mutat. Res. 49:203-212.
- Stinson, S.F., Reznik, G., Ward, J.M. (1981). Characteristics of proliferative lesions in the nasal cavities of mice following chronic inhalation of 1,2-dibromoethane. Cancer Lett. 12:121-129.
- Sugiyama, H. 1980. Effects of EDB (1,2-dibromoethane) on the silkworm (Bombyx moriL.). J. Pestic. Sci. 5:599-602.
- eaf, C.M., Bishop, J.B., Harbison, R.D. (1990) Potentiation of ethyl methanesulfonate-induced germ cell mutagenesis and depression of glutathione in male reproductive tissues by 1,2dibromoethane. Teratog. Carcinog. Mutagen. 10:427-438.
- Thier, R., Pemble, S.E., Kramer, H., Taylor, J.B., Guengerich, F.P., Ketterer, B. (1996). Human glutathione S-transferase T1-1 enhances mutagenicity of 1,2-dibromoethane, bromomethane and 1,2,3,4-diepoxybutane in Salmonella typhimurium. Carcinogenesis17:163-166.
- Thier, R., Pemble, S.E., Kramer, H., Taylor, J.B., Guengerich, F.P., Ketterer, B. (1996). Human glutathione S-transferase T1-1 enhances mutagenicity of 1,2-dibromoethane, bromomethane and 1,2,3,4-diepoxybutane in Salmonella typhimurium. Carcinogenesis17:163-166.
- [USEPA] Environmental Protection Agency des États-Unis. (2004). Toxicological review of 1,2-dibromoethane (106-93-4) in support of summary information on the Integrated Risk Information System (IRIS).
- Van Bladeren, P.J., Breimer, D.D., Rotteveel-Smijs, G.M.T., De Jong, R.A.W, Buus, W., Van Der Gen, A., Mohn, G.R. (1980). The role of glutathione conjugation in the mutagenicity of 1,2dibromoethane. Biochem. Pharmacol. 29:2975-2982.
- Van Duuren, B.L., Seidman, I., Melchionne, S., Kline, S.A. (1985). Carcinogenicity bioassays of bromoacetaldehyde and bromoethanol – potential metabolites of dibromoethane. Teratog. Carcinog. Mutagen.5:393-403.
- Vogel, T.M., Reinhard, M. (1986). Reaction products and rates of disappearance of simple bromoalkanes, 1,2-dibromopropane and 1,2-dibromoethane in water. Environ. Toxicol.Chem. 7:917-924.
- Watanabe, K., Liberman, R.G., Skipper, P.L., Tannenbaum, S.R., Guengerich, F.P. (2007). Analysis of DNA adducts formed in vivo in rats and mice from 1,2-dibromoethane, 1,2dichloroethane, dibromomethane, and dichloromethane using HPLC/accelerator mass spectrometry and relevance to risk estimates. Chem. Res. Toxicol.20:1594-1600.
- Weintraub, R.A., Jex, G.W., Moye, H.A. (1986). Chemical and microbial degradation of 1,2dibromoethane (EDB) in Florida ground water, soil and sludge. Washington (DC) : American Chemical Society. p. 294-310.
- White, R.D. 1982. Chemical induction of genetic injury: the bioactivation of 1,2dibromoethane. Diss. Abstr. Int.43(03):696B-697B.
- White, R.D., Sipes, I.G., Gandolfi, A.J., Bowden, G.T. (1981). Characterization of the hepatic DNA damage caused by 1,2-dibromoethane using the alkaline elution technique. Carcinogenesis 2:839-844 .
- Working, P.K., Smith-Oliver, T., White, R.D., Butterworth, B.E. (1986). Induction of DNA repair in rat spermatocytes and hepatocytes by 1,2-dibromoethane: the role of glutathione conjugation. Carcinogenesis7(3):467-472
- Working, P.K., Smith-Oliver, T., White, R.D., Butterworth, B.E. (1986). Induction of DNA repair in rat spermatocytes and hepatocytes by 1,2-dibromoethane: the role of glutathione conjugation. Carcinogenesis7(3):467-472.

## Literatura
- Clayden, Jonathan; Greeves, Nick; Warren, Stuart; Wothers, Peter (2001). Organic Chemistry (I изд.). Oxford University Press. ISBN 978-0-19-850346-0.
- Smith, Michael B.; March, Jerry (2007). Advanced Organic Chemistry: Reactions, Mechanisms, and Structure (6th изд.). New York: Wiley-Interscience. ISBN 0-471-72091-7.
- Katritzky A.R.; Pozharskii A.F. (2000). Handbook of Heterocyclic Chemistry (Second изд.). Academic Press. ISBN 0080429882.

## Dodatna literatura
- Свойства органических соединений: Справочник. — под ред. Потехина А. А. — Л.: Химия, 1984 стр. 434—435.
- Справочник химика. — Т. 2. — Л.—М.: Химия, 1964, стр. 1142—1143.
- Seidell A. Solubilities of organic compounds. — 3d ed., vol. 2 — New York: D. Van Nostrand Company, 1941, стр. 97.
- Yalkowsky S. H., Yan H., Jain P. Handbook of aqueous solubility data. — 2ed. — CRC Press, 2010, стр. 28.

## Spoljašnje veze
- National Pollutant Inventory 1,2-Dibromoethane Fact Sheet
- Congressional Research Service (CRS) Reports regarding Ethylene Dibromide
- ATSDR ToxFAQs
- CDC – NIOSH Pocket Guide to Chemical Hazards